# Comunidad judía de Acqui Terme

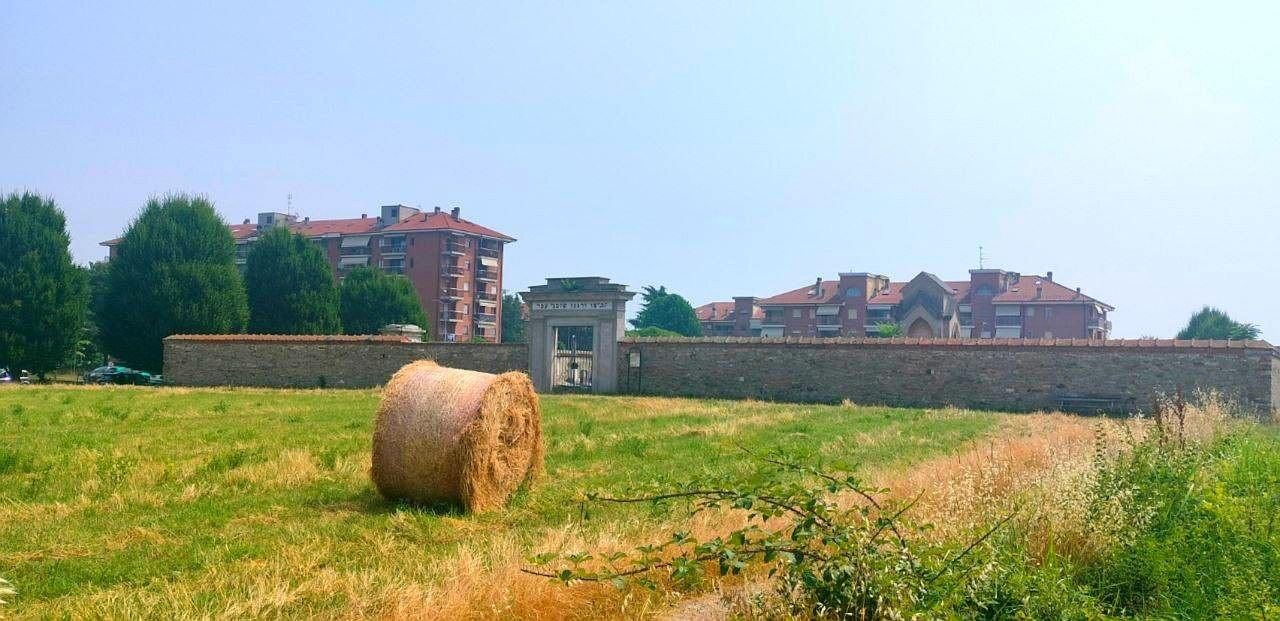
Vista del cementerio judío de via Romita

La comunidad judía de Acqui Terme estuvo presente en la localidad hasta los años previos a la Segunda Guerra Mundial.
La presencia judía está atestiguada desde el siglo XVI en dos áreas: en el callejón Calabraghe y en el Castillo. En 1731, con el establecimiento del gueto, los judíos que entonces residían en Acqui se vieron obligados a concentrarse en dos grandes edificios, que aún existen, en la piazza della Fontana Bollente. En 1761, los judíos eran 239, para convertirse en más de 500 después de la emancipación judía de 1848. El pequeño oratorio comunitario en via Portici Saracco fue reemplazado por una gran sinagoga gracias a la financiación de la familia Ottolenghi.
El fin del gueto, sin embargo, también significó el declive de la comunidad judía debido a la fuerte emigración a los principales centros de la región. La sinagoga fue desmantelada después de la Segunda Guerra Mundial y hoy solo queda una placa conmemorativa en la entrada. También se conserva el antiguo cementerio de via Romita.